# Reg Spiers
Reginald James Spiers (Adelaide, 14 de dezembro de 1941) é um ex-atleta e criminoso australiano.

## Carreira esportiva
Spiers, desde a adolescência, tinha um porte físico (alto e forte) que o levou a prática do esporte de lançamento de dardo e a participação em eventos esportivos estudantis, obtendo ótimos resultados em competições locais nos anos de 1961 e 1962. Com estes resultados, participou dos Jogos do Império Britânico e da Commonwealth de 1962, ficando em quinto lugar. Seu próximo objetivo era integrar a equipe olímpica australiana que participaria dos Jogos Olímpicos de Verão de 1964, mas os seus resultados durante o verão de 1963/1964 foram insuficientes para isso.
Sem desistir das olimpíadas, Spiers embarcou para Londres, no verão Inglês de 1964, numa última tentativa de se qualificar para os jogos de Tóquio, porém, suas marcas, novamente, foram insuficientes para ser convocado.

### Retorno curioso
Sem qualquer ajuda financeira, Spiers bancou do seu próprio bolso a viagem para a Inglaterra e além de não alcançar boas marcas, também lesionou-se. Os custos de uma estadia prolongada e a fisioterapia que teve que fazer para continuar a competir, não estavam programadas e assim, o atleta arranjou um trabalho temporário no Aeroporto de Heathrow. Mesmo trabalhando, não conseguiu juntar dinheiro para a passagem e desejando chegar a tempo de participar do aniversário da sua filha, arquitetou o retorno um tanto quanto curioso.
Trabalhando na seção de cargas de uma empresa aérea e observando o transporte de animais em caixas fechadas, solicitou a um amigo para ajudá-lo a construir uma caixa de madeira do seu tamanho e de posse desta caixa, despachou a si próprio por avião.
Preenchendo a papelada de embarque e indicando o conteúdo como latas de tinta para uma fábrica de sapatos e solicitando pagamento no local de entrega, Spiers fechou-se no caixote previamente preparado para que viajasse sentado, com as pernas estendidas ou deitado com as pernas dobradas. Munido de lanterna, cobertor, travesseiro, comida enlatada e duas garrafas de plástico, uma para água e outra para a urina, escolheu o voo da Air India com destino a cidade de Perth.
Com atraso de 1 dia para iniciar a viagem, a permanência do caixote por quatro horas embaixo de sol forte e de cabeça para baixo, na conexão em Mumbai, e três dias de aventura, Spiers chegou em casa com uma forte desidratação e o caso só veio a público porque esqueceu de avisar o amigo, John McSorley, que o ajudou na confecção da caixa, em Londres. McSorley, preocupado e sem notícias da sua chegada, pediu a um jornal londrino que averiguasse a situação e assim, esta história ganhou notoriedade, pois o The Daily Telegraph noticiou, em matéria de capa, todo este episódio.

## Fim da carreira esportiva e o início da criminosa
Spiers ainda ganhou dois campeonatos nacionais, nas temporada de 1966/1967 e 1976/1977 e um terceiro lugar na temporada de 1967/1968, aposentando-se do esporte em 1981.
Em 1981, voltou a ser notícia de grande repercussão com o seu envolvimento no contrabando de drogas, sendo preso pela Polícia Federal Australiana. Durante as investigações, declarou-se culpado e foi condenado a 10 anos de prisão e ao aguardar novo julgamento, em liberdade, aproveitou para fugir do país. Em 1982 foi preso na Índia, não por ser um fugitivo, mas por novo envolvimento com o tráfico de drogas e novamente, conseguiu fugir.
Em 1984, foi preso no Aeroporto Internacional de Bandaranaike, no Sri Lanka, por posse de drogas e passaportes falsos. Novamente julgado pelos delitos neste país, foi condenado a morte em 1987, mas a defesa conseguiu a extradição para que o mesmo pudesse cumprir a sua primeira condenação, na Austrália, e assim passou 5 anos numa cadeia de Adelaide, em regime de trabalhos forçados.
Em 2014, autorizou a edição do livro: Out Of The Box: The Highs and Lows of a Champion Smuggler; um relato de suas aventuras, desde a viagem dentro de uma caixa, bem como suas fugas da justiça e o tempo que passou no corredor da morte, no Sri Lanka.